# Strandzja (gebergte)

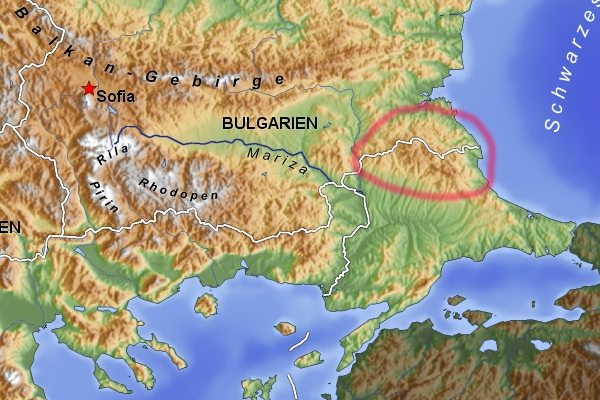
Strandzjagebergte tussen Bulgarije en Turkije.

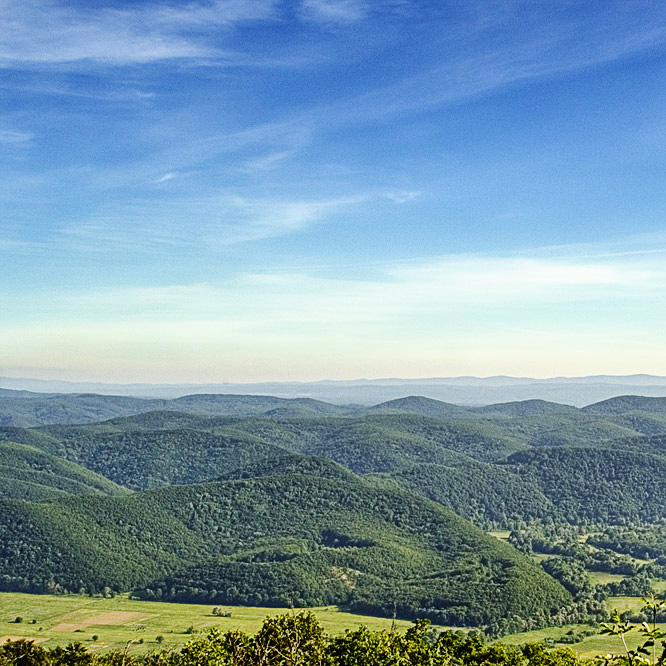
Natuurpark Strandzja.

Strandzja (Bulgaars Странджа, Turks Yıldız Dağları of Istranca Dağları, ook wel gespeld als Strandža, Strandzha, Strandja of Stranja) is een gebergte in Zuidoost-Europa. Het strekt zich uit in het zuidoosten van Bulgarije en het noorden van Europees Turkije en maakt deel uit van de regio Thracië. De ondergrond van het gebergte, dat zich uitstrekt in noordwest-zuidoostelijke richting, bestaat uit gneis en graniet en is gedeeltelijk bedekt met tertiaire lagen.
De hoogste berg, Mahiasa (Bulgaars връх Махиада, vrach Machiada) met een hoogte van 1031 m, ligt in Turkije. De hoogste top op Bulgaars grondgebied is Golyamo Gradisjte (709 m).
Het grootste deel van het Bulgaarse Strandzja werd in 1995 uitgeroepen tot natuurpark (Natuurpark Strandzja), en is meteen het grootste beschermde gebied in Bulgarije. Het Bulgaarse grensstadje Malko Tarnovo ligt in het park. Binnen de grenzen van het park zijn er vijf natuurreservaten: “Vitanovo”, “Uzunbodzjak”, “Sredoka”, “Tisovitsa” en “Silkosiya”. 
Het gebied is heuvelachtig en heeft een mediterraan klimaat. Vooral in de lente- en herfstmaanden is het zeer geschikt voor wandeltochten, hoewel de meeste wandelpaden niet goed zijn bewegwijzerd.
Doorheen het gebergte loopt de grens tussen Bulgarije en Turkije. 